# Менгеме
Менгеме е инструмент за фиксиране на детайли по време на различни видове обработка (пилене, пробиване, рязане, и други)
Менгемето представлява двойка паралелни челюсти с пластини, една от които обикновено е неподвижна, а другата се придвижва с помощта на винт и притиска детайла. Менгемето се изработва от различни материали, но най-често от метал, а дърводелските от дърво.
Основни видове:
- Шлосерски
- Машинни с ръчно и машинно задвижване
- Ръчни (използват се за обработка на малки детайли, като например бижутерна обработка)

В зависимост от приложението и изискванията на обработваните детайли има различни видове менгемета. Така например за целите на кожарите като например майсторите на кожени седла има специално изработени менгемета, подходящи за тази дейност.